# Dornava (gemeente)

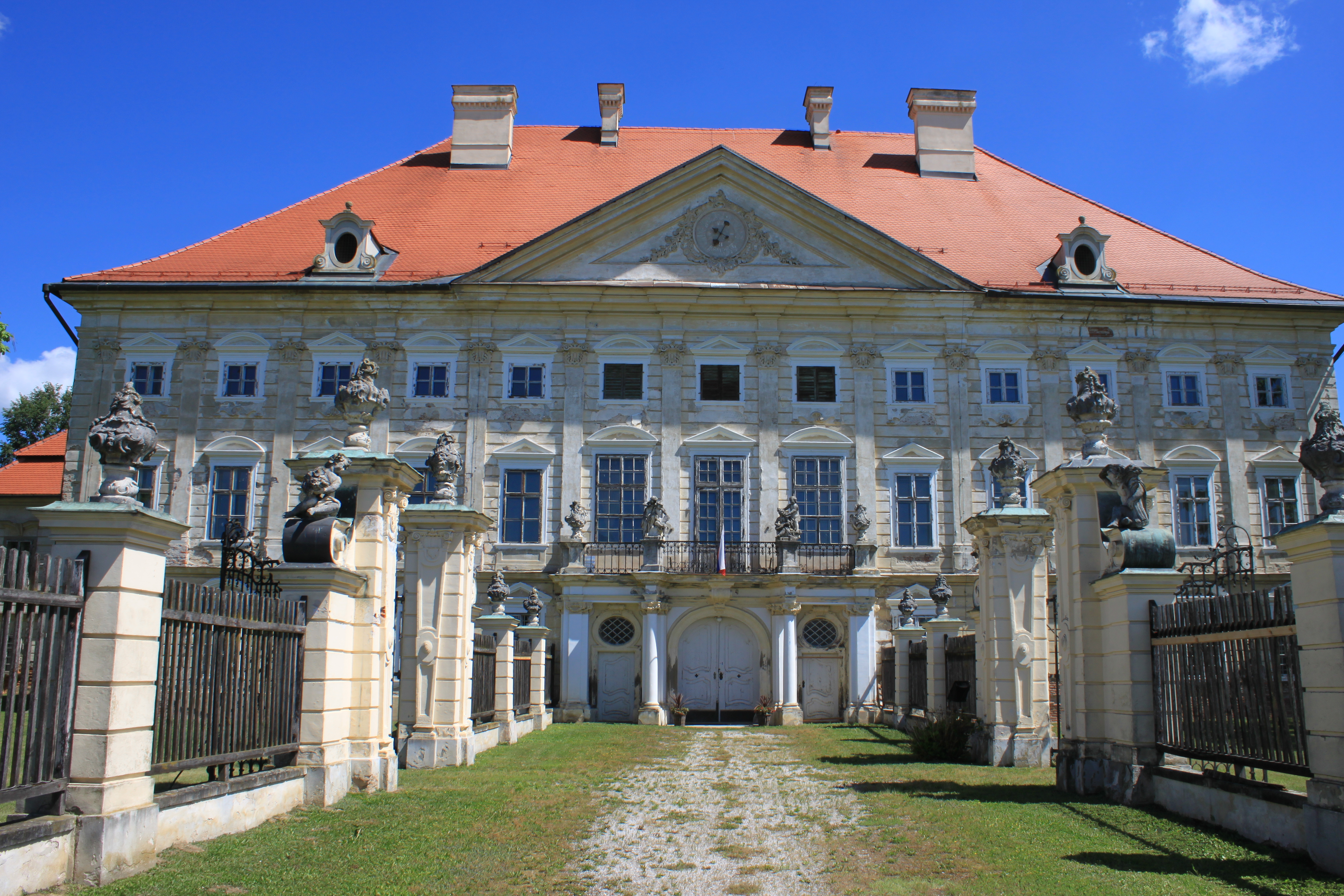
Kasteel Dornau (Dornava); gebouwd in 1753.

Dornava (Duits: Dornau) is een gemeente in Sloveens Stiermarken. Tijdens de volkstelling in 2002 telde de gemeente 2459 inwoners. De gemeente telt de volgende plaatsen: Bratislavci (eerste vermelding in 1248), Brezovci, Dornava, Lasigovci, Mezgovci ob Pesnici, Polenci, Polenšak, Prerad, Slomi, Strejaci, Strmec pri Polenšaku en Žamenci.

## Bezienswaardig
Dornava heeft een mooi pronkslot, gebouwd in de 15e eeuw, maar volledig herbouwd tussen 1739 en 1743, zodat het de late barok vertegenwoordigt. Er werd in dezelfde tijd een bijbehorend - in lengtedoorsnede anderhalve kilometer lang - park aangelegd, dat in oorspronkelijke staat bewaard is. De parochiekerk van H. Dorothea dateert uit 1519 en werd tussen 1719 en 1727 vernieuwd, waarbij de gotische vervangen werd door het barokke aanzien van vandaag. Verder bevindt zich hier ook de 17e-eeuwse bedevaartkerk van Maria Bezoek.
Benedikt · Cerkvenjak · Cirkulane · Destrnik · Dornava · Duplek · Gorišnica · Hajdina · Hoče-Slivnica · Juršinci · Kidričevo · Kungota · Lenart · Lovrenc na Pohorju · Majšperk · Makole · Maribor · Markovci · Miklavž na Dravskem polju · Oplotnica · Ormož · Pesnica · Podlehnik · Poljčane · Ptuj · Rače-Fram · Ruše · Selnica ob Dravi · Slovenska Bistrica · Središče ob Dravi · Starše · Sveta Ana · Sveta Trojica v Slovenskih goricah · Sveti Andraž v Slovenskih goricah · Sveti Jurij · Sveti Tomaž · Šentilj · Trnovska vas · Videm · Zavrč · Žetale
1. ↑  "Prebivalstvo po starosti in spolu, občine, Slovenija, polletno". Statistični urad Republike Slovenije. Geraadpleegd op 18 april 2021.